# Unutranji Školj (Mljet)
Koordinati:   42°45′42″N, 17°23′53″E
Unutranji Školj je majhen nenaseljen otoček v Jadranskem morju. Pripada Hrvaški.
Unutranji Školj, tudi Utrnji Školj leži v Narodnem parku Mljet v zalivu Gonoturska preg vhodom v Veliko jezero, okoli 1 km severovzhodno od rta Lenga ob južni obali severozahodnega dela otoka Mljet. Proti odprtemu morju leži otoček Veli Školj, imenovan tudi Vanjski Školj.